# بين جانون
بين جانون (5 سبتمبر 1975 - ) (بالإنجليزية: Ben Gannon)‏ هو لاعب كريكت بريطاني.